# Reformáció Emlékbizottság
Az egyetemes reformáció  500. évfordulójáról történő méltó megemlékezés és a  reformáció magyar örökségének megünneplése érdekében  Magyarország Kormánya 2013-ban határozatot hozott a Reformáció Emlékbizottság létrehozásáról, 2013.  október  31. napjától 2017. december 31. napjáig terjedő időtartamra. A  Bizottság szervezetével és működésével kapcsolatos további szabályokat saját
maga határozza meg. A Bizottság szervezeti és működési szabályzatát a Bizottság elnöke hagyja jóvá.
A Bizottság záróülését 2018. január 18-án tartotta meg az Országházban.

## Feladata
A Bizottság a  reformáció 500. évfordulójával kapcsolatos megemlékezések, rendezvények, ismeretterjesztő programok tekintetében a  Magyarország Kormányának a javaslattevő, véleményező, koordináló, a programokra előirányzott közpénzek felhasználásával kapcsolatban döntés-előkészítő, a programok monitoringját végző testülete.
A Bizottság a  programokkal kapcsolatban előkészített döntéstervezetet az  érintett egyházakkal egyeztetve, az egyházakkal való kapcsolattartás koordinációjáért felelős miniszter útján terjeszti elő a Kormánynak.
A programok koordinálása körében a Kormány döntésének megfelelően a Bizottság  kezdeményezi az  érintett szervezeteknél a  Programok megvalósításához szükséges lépéseket, összehangolja a programok megvalósításához szükséges feladatok végrehajtását.

## A Bizottság tagjai
A Bizottság elnöke Magyarország miniszterelnöke. A  Bizottság ügyvezető elnöke az  egyházakkal való kapcsolattartás koordinációjáért felelős miniszter. Az elnökön és az ügyvezető elnökön túl a Bizottság elnökségének állandó tagja az  Emberi Erőforrások Minisztériumának egyházi, nemzetiségi és civil társadalmi kapcsolatokért felelős államtitkára, továbbá felkérés alapján a  Magyarországi Református Egyház zsinati elnöke, a  Magyarországi Evangélikus Egyház elnök-püspöke, valamint a  Magyar Országgyűlés elnöke. A  Bizottság tagja továbbá a Miniszterelnökséget vezető államtitkár és a Külügyminisztérium EU kétoldalú kapcsolatokért, sajtóért és kulturális diplomáciáért felelős helyettes államtitkára.
A Bizottság munkáját az egyházakkal való kapcsolattartás koordinációjáért felelős miniszter által kijelölt titkár segíti.
A Bizottság elnöke, ügyvezető elnöke, állandó és eseti tagjai a megbízatásukat díjazás nélkül látják el.